# Belgin Doruk
Belgin Doruk, née le 28 juin 1936 à Ankara et morte le 26 mars 1995 à Istanbul, est une actrice turque. Elle est l'une des figures féminines les plus connues de l'âge d'or du cinéma turc.